# Бернштейн, Роберт
Роберт Бернштейн (5 января 1923 — 27 мая 2019) — американский издатель и правозащитник еврейского происхождения.
Родился в Нью-Йорке (США). Окончил Гарвард. Начал карьеру в Simon & Schuster в 1946 году, затем работал в издательстве «Рандом Хауз», которое и возглавил в 1966 году. В 1973 году занялся правозащитной деятельностью, приняв участие в организации Комитета в защиту Андрея Амальрика. В этот комитет вошло 11 человек, в том числе Артур Миллер и Джон Апдайк. После поездки в СССР в 1976 году и знакомства с диссидентским движением он в 1978 году организовал Human Rights Watch, которая первоначально называлась US Helsinki Watch Committee.